# Anaea peruviana
Anaea peruviana är en fjärilsart som beskrevs av Embrik Strand 1912. Anaea peruviana ingår i släktet Anaea och familjen praktfjärilar. Inga underarter finns listade i Catalogue of Life.